# Kościół Wniebowzięcia Najświętszej Maryi Panny w Szczytnie
Kościół Wniebowzięcia Najświętszej Maryi Panny w Szczytnie – kościół w Szczytnie, zbudowany w latach 1897–1899 w stylu neogotyckim. Nieprzerwanie należy do wspólnoty katolickiej. Mieści się przy ul. Konopnickiej 72. Od 1984 widnieje w rejestrze zabytków, konsekrowany w 1903. Jest to budowla halowa, trójnawowa. Wieża założona na planie kwadratu. Zniszczona w czasie pożaru w 1905 r. oraz w czasie pierwszej wojny światowej. Wyposażenie kościoła w stylu neogotyckim. Ołtarz główny pochodzi z początku XX w., jest autorstwa Augusta Lorkowskiego z Gietrzwałdu. Ołtarze boczne ufundowane przez ks. Walentego Tolsdorfa, wykonane w 1899 w Tyrolu. Obok kościoła plebania z 1916 r., zaprojektowana przez Augusta Wieganda oraz dom katechetyczny z salami dla scholi, służby liturgicznej ołtarza oraz grup i stowarzyszeń modlitewnych.